# Битва під Касеросом (1852)
Битва під Касеросом — битва, що відбулась поблизу міста Касерос (нині один з районів Буенос-Айреса) 3 лютого 1852 року між арміями Буенос-Айреса, яку очолював Хуан Мануель де Росас, й Великою Армією (Ejército Grande) під командуванням Хусто Хосе де Уркіса. Битва завершилась поразкою Росаса, останній втік до Великої Британії. Ця битва стала переламною в історії Аргентини: її результатом стало скасування режиму Росаса, новий правитель Аргентинської Конфедерації, Уркіса, сприяв прийняттю нової конституції у 1853 році, і став першим конституційним президентом Аргентини у 1854 році.